# 陽光世代選舉
陽光世代選舉（Sunshine Generations）是一個由加拿大中文電台AM1430主辦；在多倫多舉行的選美活動，其目的是訓練當地年輕亞裔男女的自信心和發掘其表演慾。由2003年開始每年舉辦一次。

## 主辦機構

### 2003年－2005年
- 主辦：加拿大中文電台AM1430
- 協辦：新時代電視、城市電視、娛樂生活雜誌、

### 2006年－目前
- 主辦：加拿大中文電台AM1430和台灣可米製作合辦
- 協辦：新時代電視、城市電視、娛樂生活雜誌、Media Plus無線影視會

## 沿革

### 《多倫多Sunshine Boyz》（2003年－2005年）
由於2002年温哥華的《Sunshine Boyz》選舉在當時極受歡迎。所以新時代傳媒集團便把此項活動帶之到加東的大多倫多地區，由加拿大中文電台AM1430主辦，參赛資格是16－25歲的亞裔少年。首屆的《多倫多Sunshine Boyz》冠軍由高鈞賢奪得。

### 多倫多《陽光世代選舉》（2006年－現今）
由2006年開始AM1430再把此項選美活動演變為一個男、女混合的選美活動並與台灣的「可米製作/流星花園製作公司」合辫。此項選美活動從此易名為《陽光世代選舉》，參赛資格是16－25歲的亞裔少年男女，而男、女兩方各自產生一個冠軍。

## 著名人物
- 高鈞賢，2003年多倫多Sunshine Boyz冠軍，於2005年參加香港先生選舉並嬴取了少年組冠軍及總冠軍。
- 呂庭鋒，2008年多倫多Sunshine Boyz冠軍，於2009年參加香港先生選舉，是盛年組參選人。目前居於多倫多。

## 歷屆得獎者

### 《多倫多Sunshine Boyz》時期
| 年份   | 舉行日期 | 冠軍   | 亞軍   | 季軍 | 其他獎項 |
| 2003年 | 8月      | 高鈞賢 | 邱少鵬 | 不詳 | 不詳     |

### 《多倫多SunShine Generations》時期
| 年份   | 舉行日期 | Sunshine Boyz冠軍 | Sunshine Girlz冠軍 | 其他獎項                                                                        |
| 2008年 | 7月26日  | 呂庭鋒            | 曾偉玲             | 勁Phone熱舞大獎：呂庭鋒 Sunshine萬人迷大獎：蕭健輝 我最喜愛Sunshine大獎：武海欣 |
| 2009年 | 7月25日  | 湯浩昀            | 王馨荷             | 我最喜愛Sunshine大獎：梁鍵铵 勁Phone熱舞大獎：王馨荷 Sunshine萬人迷大獎：姚堃宇 |

## 歷屆參賽者及比賽資料

### 《多倫多SunShine Generations》時期
| 年份   | 參賽號數 | 參賽號數 | 參賽號數 | 參賽號數 | 參賽號數 | 參賽號數 | 參賽號數 | 參賽號數 | 參賽號數 | 參賽號數 | 參賽號數 | 參賽號數 | Sunshine Girlz | Sunshine Boyz | 表演嘉賓     | 司儀            | 比賽地點                         |
| 年份   | 1號      | 2號      | 3號      | 4號      | 5號      | 6號      | 7號      | 8號      | 9號      | 10號     | 11號     | 12號     | Sunshine Girlz | Sunshine Boyz | 表演嘉賓     | 司儀            | 比賽地點                         |
| ------ | -------- | -------- | -------- | -------- | -------- | -------- | -------- | -------- | -------- | -------- | -------- | -------- | -------------- | ------------- | ------------ | --------------- | -------------------------------- |
| 2008年 | 呂庭鋒   | 夢聞     | 陳柏兵   | 顏寧     | 侯頌勳   | 曾偉玲   | 廖建輝   | 武海欣   | -        | -        | -        | -        | 雙數參選人     | 單數參選人    | 王倩、邱少鵬 | 倪晨曦、 蕭嘉俊 | 萬錦市城市廣場（Market Village） |
| 2009年 | 鄭安琪   | 謝禮浩   | 鄭思敏   | 梁鍵銨   | 王穎詩   | 湯浩昀   | 樂陽漾   | 單暉     | 王馨荷   | 曲超     | 楊灝欣   | 姚堃宇   | 單數參選人     | 雙數參選人    | Enchanter    | 王倩、蕭嘉俊    | 萬錦市城市廣場                   |

## 外部連結
- 加拿大中文電台AM1430-陽光世代2011